# Urineun hyeongje-imnida
Urineun hyeongje-imnida (우리는 형제입니다?), noto anche con il titolo internazionale We Are Brothers, è un film del 2014 diretto da Jang Jin.

## Trama
Due fratelli, separati in orfanotrofio, sono divenuti rispettivamente un sacerdote cattolico e un monco buddista; dopo trent'anni hanno modo di rincontrarsi quando scoprono che la loro madre naturale soffre di Alzheimer ed è scomparsa, iniziando così un lungo viaggio per trovarla.